# 蘇州日本人学校
蘇州日本人学校（そしゅうにほんじんがっこう、英語:Suzhou Japanese School, 簡体字中国語: 苏州日本人学校）とは、中華人民共和国の蘇州市に所在する初等教育、中等教育を行う日本人学校である。

## 概要
1997年4月12日に設立された蘇州日本人補習授業校が起源とされ（当時の在籍者7名）、2005年4月14日より蘇州日本人学校という現在の名称となっている。
小学部、中学部で構成されており、総生徒数は転校が多いため安定していないが300人〜450人ぐらいとなっている。
コロナの影響もあり、現在は人数は200人〜250人程度である。

## 沿革
- 1997年
  - 蘇州日本人補習授業校運営委員会発足
  - 蘇州日本人補習授業校開校（在籍者7名）毎週土曜日の授業開始
- 2004年
  - 蘇州日本人補習授業校入学式（在籍児童数67名）
  - 日本国政府へ蘇州日本人学校設立申請
  - 中華人民共和国政府へ蘇州日本人学校設立申請
- 2005年
  - 蘇州日本人学校開校
  - 中華人民共和国政府より学校として正式許可（法人登記書受諾）
- 2006年
  - 一期生卒業式挙行・二期生入学式挙行
- 2009年
  - 卓球日本代表選手学校訪問
- 2012年
  - 金山路校舎を廃止し、新校舎ヘ移転
- 2015年
  - 東アジア・太平洋地区校長研究協議会及び校長配偶者研修会を開催
  - 創立10周年記念式典
- 2016年
  - 毛利衛（宇宙飛行士）来校

## 課外活動

### 班活動
- 仲良し班活動（遊び・昼食・清掃など）
- 外国語活動（英会話　中国語）３年生まで週一で実施。4〜6年は各週２。

### クラブ活動
クラブ活動は小学部（小学4年生以上）で約月一回行なわれている。(2025年3月)
- 外ボールクラブ
- 室内ボールクラブ
- イラストクラブ
- 中国文化クラブ
- 手芸クラブ
- 卓球クラブ
- バドミントンクラブ
- 工作クラブ
- ITクラブ

### 部活動
部活動は中学部が週二回で行なわれている。
- 陸上競技
- バスケットボール
- 卓球
- バドミントン
- テニス
- 音楽
- 美術

## 事件
2024年6月24日、蘇州市内のバス停で、スクールバスを出迎える日本人の母親と未就学児の男児が、中国人の男に刃物のようなもので切り付けられる事件が発生した。日本人母子の命に別条はなかったが、バスの案内係を務めていた中国人女性・胡友平も複数回刺され、その後死亡した。